# أبو الغادية الجهني
أبو الغادية الجهني، ويقال أن اسمه الحقيقي «يسار بن سبع»، وقيل: «يسار بن أريهر». قال البخاري وابن معين ومسلم والحاكم أنه صحابي، وهو قاتل عمار بن ياسر.

## أحاديث
عن كُلثومِ بنِ جبرٍ: «قال كنا بواسطِ القصبِ عند عبد الأعلى بنِ عبدِ اللهِ بنِ عامرٍ قال فإذا عنده رجلٌ يُقالُ له أبو الغاديةَ استسقى ماءً فأُتِيَ بإناءٍ مُفضَّضٍ فأبى أن يشربَ وذكر النبيَّ صلَّى اللهُ عليهِ وسلمَ فذكر هذا الحديثَ لا تَرجِعوا بعدي كفَّارًا أو ضُلَّالًا شك ابنُ أبي عديٍّ يضربُ بعضُكم رقابَ بعضٍ فإذا رجلٌ يسبُّ فلانًا فقلتُ واللهِ لئن أمكنني اللهُ منك في كتيبةٍ فلما كان يومُ صِفِّينَ إذا أنا به وعليه دِرعٌ قال ففطنتُ إلى الفُرجةِ في جربانِ الدِّرعِ فطعنتُه فقتلتُه فإذا هو عمارُ بنُ ياسرٍ قال قلتُ وأيُّ يدٍ كفَتاه يكره أن يشربَ في إناءٍ مفَضَّضٍ وقد قتل عمارَ بنَ ياسرٍ» السلسلة الصحيحة (حديث صحيح)
وضعفه آخرون بسبب كلثوم بن جبر، قال عنه ابن حجر العسقلاني: صدوق يخطئ، وقال عنه أبو حاتم البستي: يروي المراسيل، وقال عنه النسائي: ليس بالقوي. وكذلك عبد الأعلى بن عبد الله قال عنه ابن حجر العسقلاني: مقبول. وثقة عند أحمد بن حنبل والذهبي